# Día Mundial del Párkinson
El Día Mundial del Párkinson es una jornada que se celebra internacionalmente el 11 de abril desde 1997, fue proclamado por la Parkinson’s Europe y la Organización Mundial de la Salud (OMS) en esa misma fecha.

## Proclamación
El Día Mundial del Párkinson fue proclamado el 11 de abril de 1997 por la organización Parkinson’s Europe, que en ese entonces se conocía como la Asociación Europea de la Enfermedad de Parkinson. Esta proclamación se realizó en colaboración con la OMS con el objetivo de aumentar la concienciación global sobre la  enfermedad de Parkinson y de promover una mejor comprensión y atención para quienes la padecen. El evento inaugural también marcó el lanzamiento de la Parkinson’s Europe Charter (Carta de Derechos de las Personas con Parkinson), un documento que establecía los derechos de las personas con Párkinson en cuanto al manejo de la enfermedad y que contó con el apoyo de figuras influyentes de todo el mundo, incluyendo miembros de la realeza británica y celebridades internacionales.

## Celebración
Este día se celebra cada 11 de abril, fecha elegida en honor al nacimiento de James Parkinson, el médico londinense que en 1817 describió por primera vez la enfermedad que lleva su nombre. La primera celebración se llevó a cabo en 1997 y estuvo centrada en la promoción de la Carta de Derechos de las Personas con Párkinson. Desde entonces, se ha convertido en una fecha emblemática para organizaciones de todo el mundo, que desarrollan una variedad de actividades, tales como campañas de concienciación en línea, conferencias, eventos de bienestar y recaudaciones de fondos. Uno de los hitos más destacados ocurrió en 2005, durante la novena conferencia del Día Mundial del Párkinson en Luxemburgo, donde se adoptó el tulipán rojo como símbolo oficial de la enfermedad.